# 澤海陽子
澤海 陽子（日语：／ Sōmi Yōko，1962年5月31日—）是日本女性配音員。新潟縣出身。血型O型。在2005年2月11日與配音員大塚明夫結婚，於2008年2月離婚。

## 主要作品

### 電視動畫
- X戰記（夏澄火煉）
- A.D.POLICE（结城聰美）
- 漫遊記（白狐）
- 地球少女（照美）
- 大運動會（愛拉·巴伐拉斯加·羅絲諾夫斯基）
- NINKU~忍空~（清子）
- 白色獵人（女教師）
- 彩雲國物語 第2系列（碧歌梨）
- 通靈王（瑞瑟格・戴佐）
- 金田一少年之事件簿（野中友美）
- 吸血姬美夕（女醫、神魔黃繡）
- 怪醫黑傑克（清水清美）
- 名侦探柯南（島村佐知子、備前千鶴、大門加代子）
- 幽遊白書（浦飯溫子）
- Reboot（秘書）
- 毀滅者戰記（ブザム·A·カレッサ）
- 星際海盜（Mariciano）
- 羅密歐的藍天（葛萊琪拉·馬丁尼）
- 鋼之鍊金術師（奧莉薇·米拉·阿姆斯壯）
- 天堂餐館（凡娜）
- 十二生肖爆烈戰士（喵魔、宵克拉）
- 閃電十一人GO（諸葛孔明）
- Yes! 光之美少女5（阿拉库内娅）

1996年
- 鬼太郎第4期（震震）

2000年
- 向陽之樹（阿常）

2003年
- 聖槍修女（莉澤爾）
- 人生交叉點（小山節子）

2004年
- 真珠美人魚（海斗的母親）
- 妄想代理人（佐藤道子）

2005年
- 神奇寶貝超世代（小楓）

2006年
- 工作狂人（夏目美芳）

2007年
- 大江戶火箭（玉屋清吉）

2008年
- 鬼太郎第5期（骨女）

2012年
- 來自新世界（女王）

2013年
- 黑魔女學園（迪斯卡老師）

2016年
- 亞人（圭的母親）
- 鬼牌遊戲（珍·格拉哈姆）
- SUPER LOVERS（柏木幹子）
- 哆啦A夢（丸井麻里的母親）

2017年
- SUPER LOVERS 2（柏木幹子）
- 來自深淵（院長）
- 血界戰線 & BEYOND（亚里斯·涅巴赫瓦茲）

2018年
- 皇帝聖印戰記（克拉拉）
- 紫羅蘭永恆花園（愛麗絲的母親）
- 哆啦A夢（軍曹）
- 名侦探柯南（芦野捺芽）
- 魔法禁書目錄III（伊莉莎[1]）

2019年
- 蠟筆小新（阿姨）

2021年
- 通靈王（第2作）（瑞瑟格·戴佐）
- 三角窗外是黑夜（同事）

2022年
- Lycoris Recoil 莉可麗絲（楠木）

2023年
- 黑暗集會（螢多朗的母親）

### OVA
- X戰記-預兆（夏澄火煉）
- 學校幽靈6（石川夫人）
- 倒凶十將傳 封魔五行傳（連祇、森羅眼）

2018年
- 幽遊白書「是成是敗」（浦飯溫子）

### 劇場版動畫
2015年
- 亞人 -衝動-（圭的母親）

2016年
- 名偵探柯南：純黑的惡夢（雷司令）

2023年
- 鬼太郎誕生 咯咯咯之謎（龍賀乙米[2]）

## 網路動畫
2025年
- Lycoris Recoil 莉可麗絲：友誼是時間的竊賊（楠木）

### 遊戲
- 鬼武者2（小谷のお邑）
- 神業-KAMIWAZA-（元締め）
- 金田一少年之事件簿3 青龍傳說殺人事件（野口京子）
- （久保真理子）
- 新世紀勇者大戰（ユウ・ウィグナー）
- 星界的戰旗
- 鋼之鍊金術師 無法飛翔的天使（卡米拉）
- 義經紀（巴御前）
- 天诛系列（彩女）
- 天誅 忍凱旋 （彩女）
- 天誅 忍百選 （彩女）
- 天誅 參 （彩女）
- 天誅 紅 （彩女）
- 魔法禁书目录 幻想收束（伊莉莎）

### 特攝
- 美少女戰士Special Act（倩尼迪女王〔聲〕）

## 外部連結
- 澤海新聞（日語）
- 事務所公開簡歷 （页面存档备份，存于）（日語）
- 沢海陽子ンち （页面存档备份，存于） （日語）

1. ↑  . 電視動畫「魔法禁書目錄III」官方網站.   [2018-09-30]. （原始内容存档于2021-01-07）.
2. ↑  . Comic Natalie. 2023-09-06  [2023-09-06]. （原始内容存档于2023-09-06） （日语）.